# Hajna
Hajna  è un nome proprio di persona ungherese femminile.

## Varianti
- Femminili: Hajnal[1]
  - Ipocoristici: Hajni[1]

## Origine e diffusione

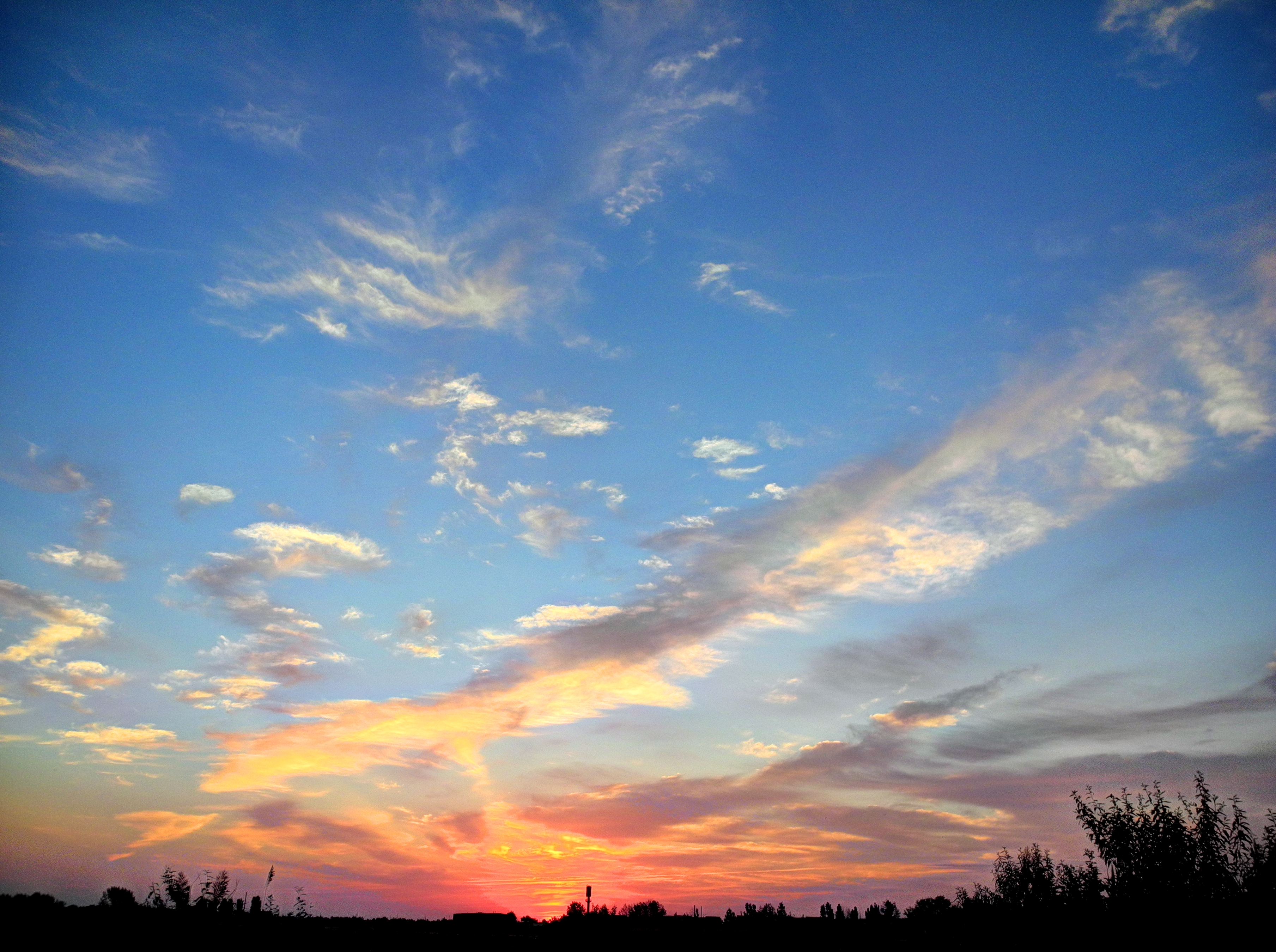
L'alba a Lazurnoe (Oblast' di Cherson, Ucraina)

Si tratta di una forma troncata del nome ungherese Hajnal (basato sull'omonimo sostantivo che vuol dire "alba"), utilizzata per la prima volta dal poeta ungherese Mihály Vörösmarty nella sua opera del 1825 La fuga di Zalàn
È quindi affine per significato a molti altri nomi, quali Alba, Dawn, Aušra, Agim, Aurora, Anatolio, Rossana e Zora.
Alcune fonti riconducono ad Hajna anche il nome Hajnalka.

## Onomastico
Essendo un nome adespota, ovvero privo di una santa patrona, l'onomastico ricade il 1º novembre, in occasione di Ognissanti; un onomastico laico è fissato in Ungheria al 21 agosto.